# Lucía Rodríguez de Ves
Lucía Rodríguez de Ves (Villena, 8 de agosto de 1996), conocida por el nombre encubierto María Peres, es una agente de policía española, miembro del Cuerpo Nacional de Policía. Se descubrió y delató que se había infiltrado en movimientos antifascistas y antirepresionistas madrileños, como el Movimiento Antirrepresivo de Madrid (MAR Madrid) y Distrito 104, entre mayo de 2020 y otoño de 2023. Había estudiado las oposiciones a policía en el academia INOPOL de Alicante y las aprobó el 14 de mayo de 2018, tal y como hacía constar la resolución correspondiente de la Dirección General de la Policía.

## Infiltración en movimientos sociales
Oficialmente, Rodríguez de Ves viajó de Alicante a Madrid a finales del verano de 2020 para estudiar una carrera en la UNED y trabajar como cuidadora para una mujer anciana. Pero pronto logró introducirse en al menos dos movimientos sociales de la capital española y se ofreció constantemente para asistir a todo tipo de actos y acciones de protesta a lo largo de casi tres años; también paseó por numerosos centros sociales y sus políticas. Su infiltración empezó inscribiéndose en el gimnasio "La Fábrika" de Vallecas en septiembre de 2020, y de allí saltaría al colectivo Distrito 104 y de este colectivo a MAR, donde relevaría a Sergio Gigirey Amado, otro policía infiltrado en septiembre de 2023. A través del canal de Telegram creado por el colectivo Distrito 104 se enteró de una convocatoria de manifestación antifascista el 20 de noviembre de ese año 2020 y sería su primera aparición en acciones en la calle.
Las primeras sospechas de la infiltración de aquella mujer presentada como María Lucía Peres aparecieron por su alta disponibilidad para participar en actos y acciones; cada semana sin falta se presentó en las reuniones de la Coordinadora Antifascista y en MAR Madrid, a pesar de no demostrar ningún pasado activista ni militancia histórica, ni tampoco tener conocimientos internos sobre el movimiento antifascista. Demostró una nula formación en política y activismo. También desconocía conceptos y códigos comunicativos como 1312 y ACAB para referirse al lema all cops are bastards (en español, «todos los policías son unos bastardos») o «cerdos» para referirse a los neonazis, o que desconociera la trayectoria de bandas musicales de la escena antifascista como Los Chikos del Maíz.
Debido a su participación más activa en los colectivos antifascistas desde principios de 2021 y una vez ya militante de Distrito 104, en septiembre de 2022 empezó a integrarse como militante en el ámbito individual también en MAR Madrid. Esto le hizo acceder a espacios sociales como la Atalaya de Vallecas, la EKO de Carabanchel, la Traba y la Ferroviaria, así como La Ingobernable en Madrid, La Casika de Móstoles e incluso algunas sedes del Partido Comunista. Con estos grupos participó en diversas acciones de los colectivos como pintadas de paredes, teñir una fuente de rojo o ser parte activa en los disturbios que enfrentaron a la Policía y los manifestantes durante las protestas por el encarcelamiento de Pablo Hasél. No llegó a conseguir ningún tipo de detención dentro de estos colectivos que justificara su labor de infiltración.
El 7 de junio de 2022 saltó la noticia de que varios agentes de la policía española se habían infiltrado en movimientos sociales en Madrid y Cataluña, entre ellos el propio movimiento MAR Madrid, lo que hizo poner en alerta a los diversos grupos de activistas antifascistas y que empezaran a compartir sospechas. Por ejemplo el gimnasio la Fábrika declaró que les había sorprendido cómo Rodríguez de Ves ya tenía conocimientos previos de defensa personal antes de acceder al gimnasio, y que sabía cómo golpear, además de tener una calidad en los movimientos poco habitual por una persona que apenas empezaba. También comentaron que la agente infiltrada se marchaba pronto de las asambleas poniendo cualquier excusa, como por ejemplo diciendo que debía estudiar catalán, así que las organizaciones como MAR Madrid empezaron a establecer precauciones como por ejemplo dejar los puntos más importantes y comprometidos por el final del orden del día y que ella no estuviera informada.
Pocas semanas después, Rodríguez de Ves apareció de nuevo coincidiendo por casualidad con un compañero de militancia en Madrid. Y ante este encuentro fortuito, tres días después abandonaría el colectivo Distrito 104, despidiéndose también de MAR Madrid y diciendo que tenía la sensación de que todo el mundo pensaba que era una policía infiltrada, llegando incluso a decir que dejaba que le consultaran el teléfono móvil, lo que los colectivos declinaron y dejaron pasar la ocasión. No sería hasta marzo de 2023 que las sospechas aumentaron al comprobar cómo un pago con Bizum hecho por ésta indicaba un nombre diferente al que había dado hasta entonces, descubriendo que tenía perfiles en las redes sociales donde aparecía con la cara tapada con mascarilla o de espalda. Su teléfono dejó entonces de establecer tono de llamada cuando se hacían llamadas desde los números de sus excompañeros de militancia, pero si se llamaba desde otro número respondía un hombre hablando en árabe. Un tiempo después el número de teléfono de la agente infiltrada dejó de operar por completo.
Aquel mes de marzo de 2023, Lucía se matriculó en la UNED con una identidad real en el campus sur de Getafe, en el que, entre otros grados, está el de Criminología y Derecho. Meses después se produjo su última aparición pública como militante en la concentración convocada en septiembre de 2023, cuando se conoció la infiltración de su predecesor, Sergio Gigirey Amado. Entonces comunicó que se volvía a «su tierra por temas de trabajo», cuando afirmó que la señora que decía cuidar resultó que había sido ingresada en el hospital y ella debía volver a Orihuela unos días.